# Aeshna lucia
Aeshna lucia là loài chuồn chuồn trong họ Aeshnidae. Loài này được Needham mô tả khoa học đầu tiên năm 1930.